# Westertoegangsspoorbrug
De Westertoegangsspoorbrug, beter bekend als Westelijke Onderdoorgang, is een spoorbrug aan de westzijde van het Centraal Station in het centrum van Amsterdam. De brug voert over de Westertoegang, het verlengde van het Singel, en de wegen aan beide kanten hiervan die uitkomen op De Ruijterkade. De weg aan de westelijke kant heet Droogbak.
De overbrugging bestaat uit meerdere bruggen, is bijzonder breed en er over lopen vijftien sporen van de Nederlandse Spoorwegen. De naam van de brug verwijst naar de ligging van de brug ten opzichte van het station.
De oorspronkelijke bruggen werden in gebruik genomen in 1889 met de opening van het Centraal Station. Deze lagen echter oostelijker dan de huidige, ongeveer waar zich nu het Ibishotel bevindt.
Wegens verzakkingen moesten deze bruggen worden vervangen. Daarom werden tussen 1906 en 1909 iets westelijker, in het verlengde van het Singel, nieuwe bruggen gebouwd. Het eerste deel van de bruggen werd in gebruik genomen in 1909, het tweede deel in 1922 met de verdubbeling van de spoorlijn richting Singelgracht.
Tramlijn 22 reed tot 1944 met de klok mee onder het oostelijk gedeelte van de brug. In 1950 werd tramlijn 22 vervangen door een buslijn die hier tot 1992 reed. Sinds de reconstructie van het Stationsplein in 1980 is er ook een speciale fietsroute onder de brug.
Onder het westelijke gedeelte van de brug rijden buslijn 18, 21 en 22.

## Stenen Leeuwen
Oorspronkelijk pronkten 22 stenen leeuwen rond de spoorwegviaducten van het Centraal Station. Ze werden in 1875 met de hand gehakt en stonden symbool voor de strijd tussen het rijk en de stad over de plaats van het station. Amsterdam wilde niet dat het station in het hart van de haven kwam omdat de scheepvaart onbelemmerde toegang moest houden tot de stad maar het station kwam toch op die plaats. Daarom zijn drie poorten gemaakt en daarop kwamen de leeuwen. Door latere uitbreiding was er geen plaats meer voor en werden ze verwijderd en verkocht.

## Foto's

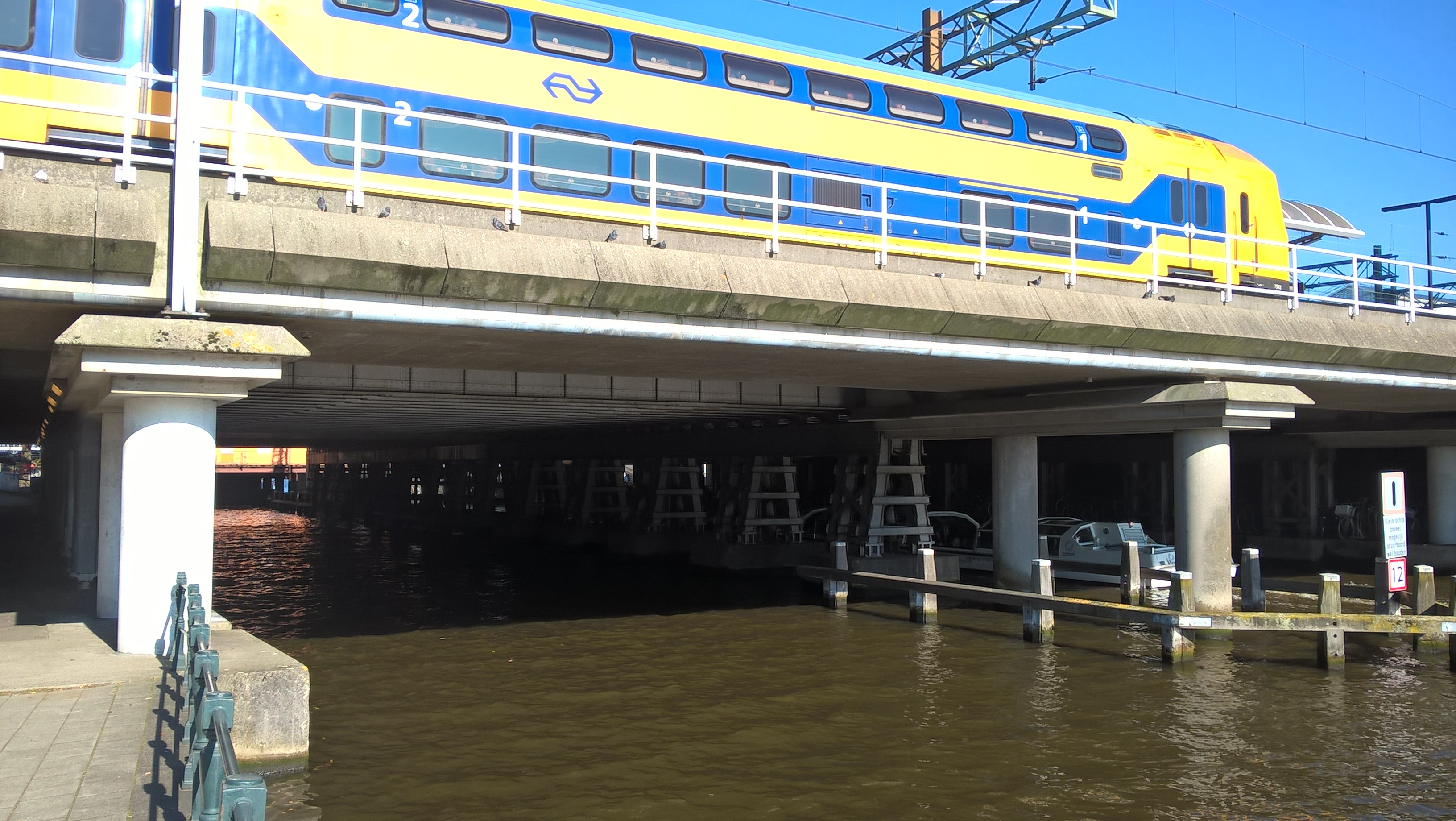
De hoofdoverspanning.
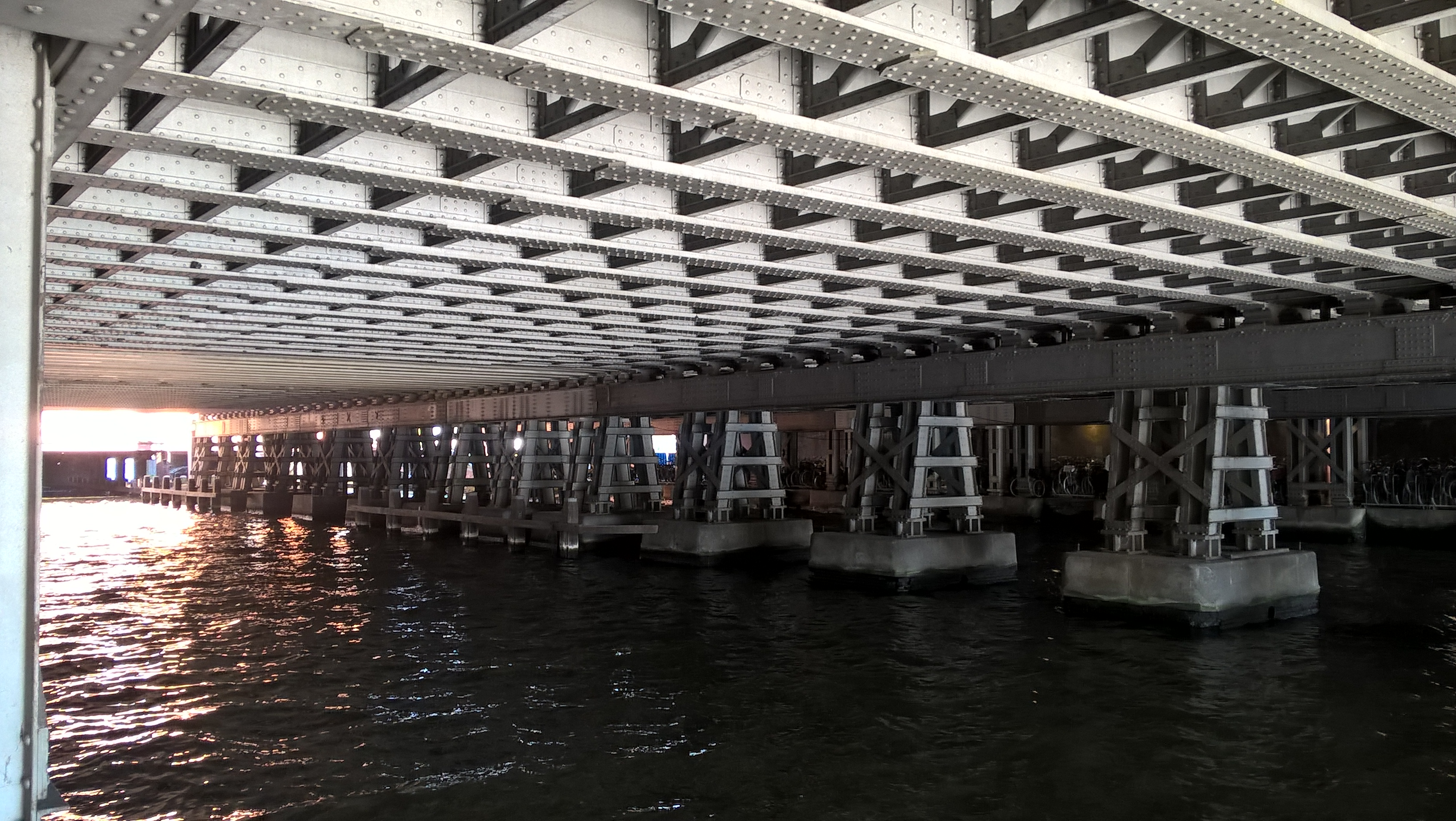
De onderkant van de stalen brug.
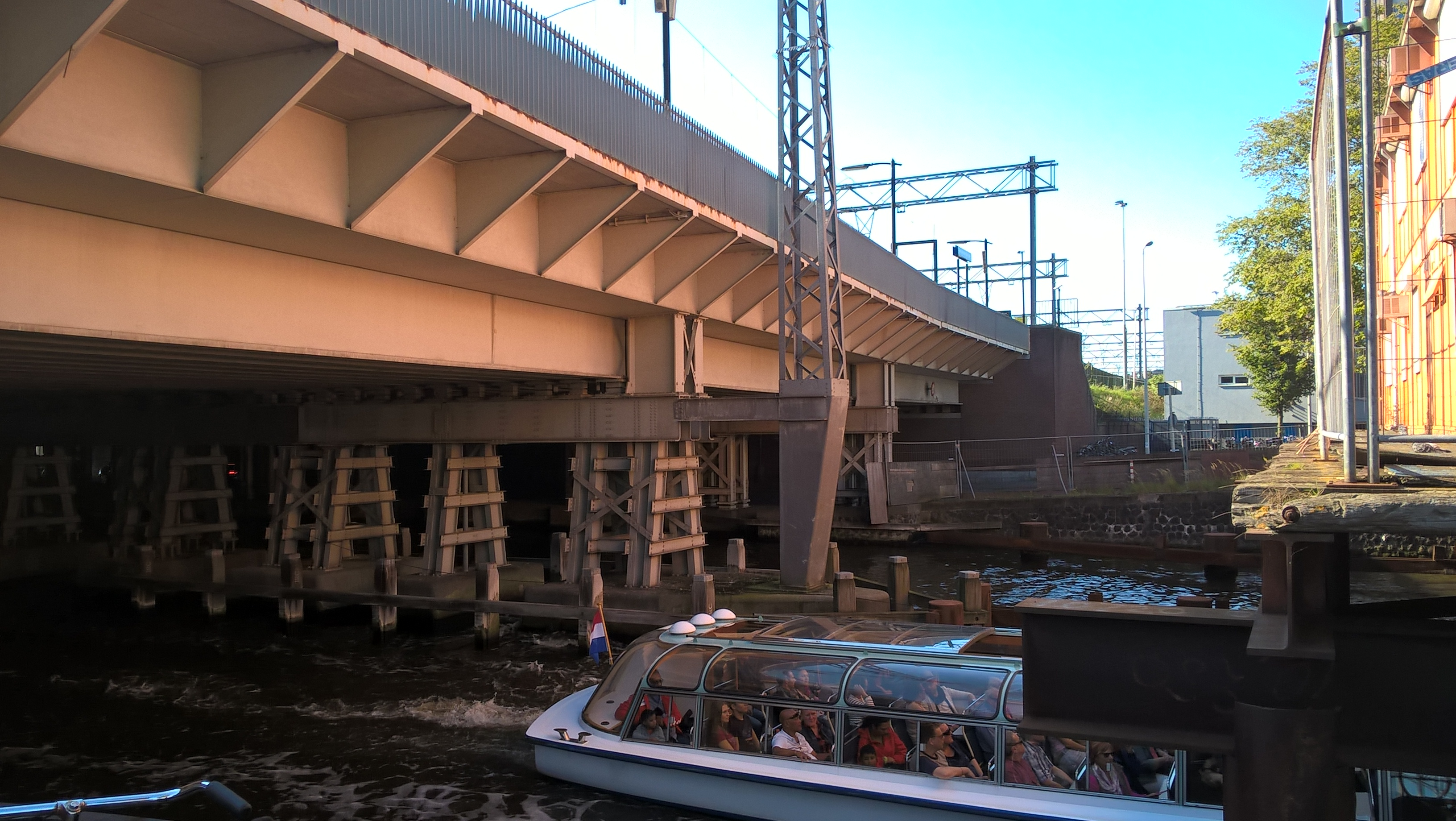
Vanaf het noorden gezien.
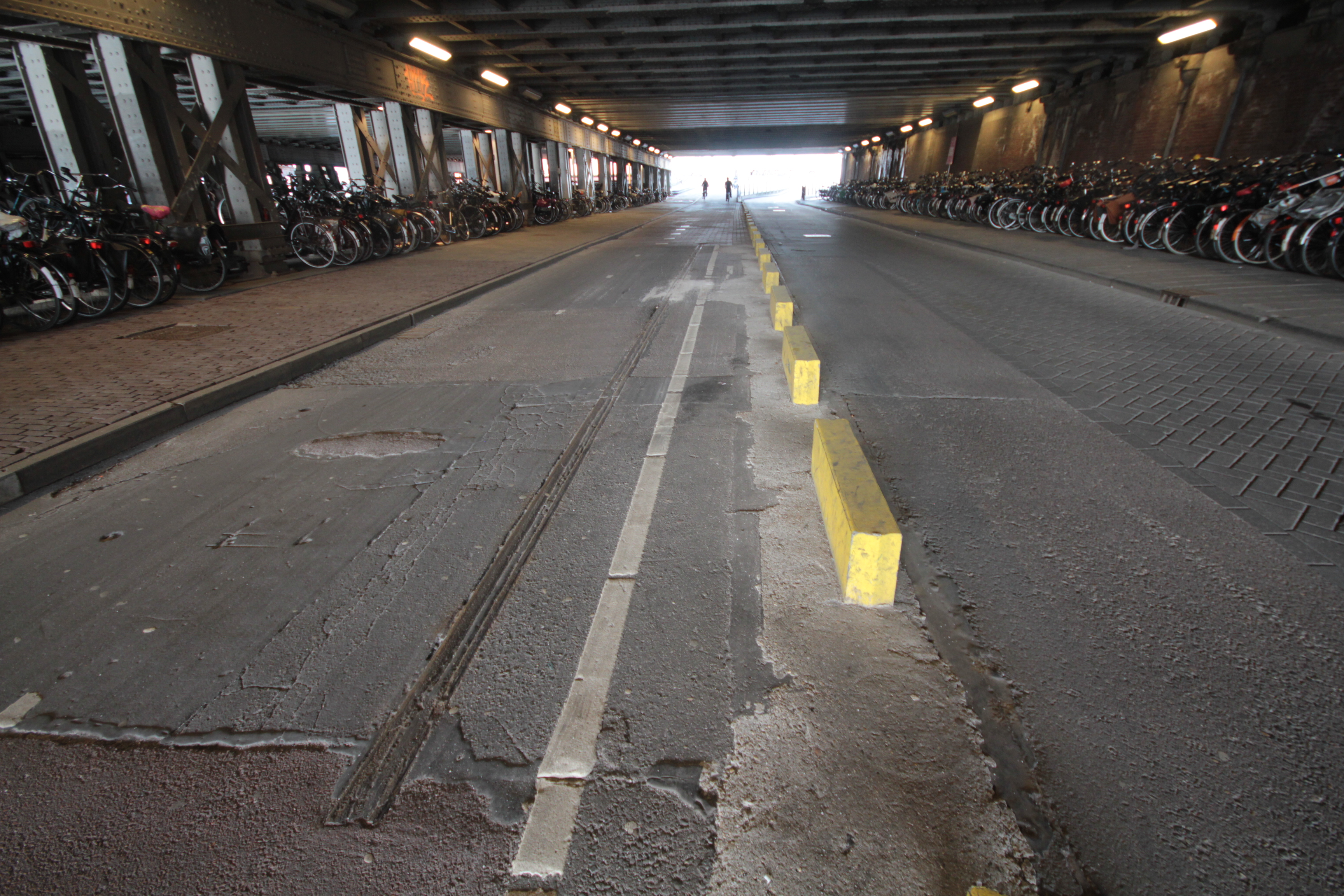
Overblijfselen van het spoor van tramlijn 22, onder de Westertoegangsspoorbrug bij het Centraal Station.
Vanaf de centrumkant gezien - april 2023.